# Crinophtheiros
Genre
Crinophtheiros est un genre de mollusques gastéropodes de la famille Eulimidae. Les espèces rangées dans ce genre sont marines et parasitent des échinodermes ; l'espèce type est Crinophtheiros comatulicola.

## Distribution
Les espèces sont distribuées dans l'océan Atlantique Nord-Est.

## Liste d'espèces
Selon World Register of Marine Species (30 août 2017) :
- Crinophtheiros collinsi (Sykes, 1903)
- Crinophtheiros comatulicola (Graff, 1875)
- Crinophtheiros giustii Gaglini, 1991
- Crinophtheiros junii (de Folin, 1887)